# Vito Lo Scrudato
Vito Lo Scrudato (Cammarata, 14 aprile 1958) è uno scrittore e giornalista italiano, noto per i suoi studi sulla letteratura siciliana e sulla storia della Sicilia, con particolare interesse per l'Inquisizione spagnola e il brigantaggio.

## Biografia
Nel 1981 ha conseguito la Laurea in Lingue e Letterature Tedesca e Francese presso l'Università di Palermo con una tesi sulle Avanguardie letterarie e cinematografiche nelle due Germanie. 
Durante lo studio universitario ha frequentato i corsi di specializzazione presso le Università tedesche di Marburgo (Philips Universität) e di Wuerzburg (Maximilians Universität).
Nel 2003 ha conseguito il titolo di Dottorato presso la Università Johannes Gutenberg di Magonza con una trattazione sui temi del brigantaggio in Sicilia, e due temi orali sulla storia del multilinguismo in Sicilia dalle origini ai nostri giorni e sulla letteratura siciliana dalla Magna Curia di Federico II a Giuseppe Tomasi di Lampedusa.
Dal 2000 al 2005 ha insegnato presso la Gutenberg Universität di Magonza(Germania), presso cui ha conseguito il Dottorato di Ricerca, e presso l'Università di Palermo. 
Dal 2011 al 2024 è stato Dirigente Scolastico del Liceo Classico Internazionale Umberto I di Palermo presso cui ha fondato la sezione internazionale di tedesco, la sezione internazionale Cambridge e l'indirizzo liceale Biomedico.
È iscritto all'Albo dell'ordine professionale dei giornalisti ed è stato membro della Commissione Cultura della Federazione Nazionale Stampa Italiana della provincia di Agrigento.

## Attività di ricerca e interessi

### Letteratura siciliana
I suoi centri d'interessi saggistici sono la letteratura italiana, con particolare attenzione alla Sicilia, e la storia siciliana, dalla classicità greca fino al periodo postunitario. Ha fatto proprio il Meridionalismo degli intellettuali siciliani del XIX e del XX secolo, rielaborando la lezione di Luigi Pirandello, Leonardo Sciascia (L'affaire Sciascia o l'Eresia della Verità) e di Andrea Camilleri (Camilleri, l'arte, i luoghi, i pinsèri) . Ha indagato molta letteratura siciliana minore con saggi sugli intellettuali del Cinquecento siciliano (Guglielmo Bonscontro, Argisto Giuffredi e Antonino Veneziano) e con interventi su autori degli ultimi due secoli (Emanuele Navarro della Miraglia e Alessio Di Giovanni). La sua arte narrativa ha radici nella letteratura siciliana, ma ha alla base anche esperienze come lo studio della Germanistica e della letteratura francese. Un posto privilegiato nella sua pratica di scrittura e di analisi è riservato a Palermo e a Cammarata (Camico Soprana in alcune prove narrative), paese montano della provincia di Agrigento, sua cittadina d'origine.

### Storia Siciliana
Le sue ricerche storiche si concentrano sulla Sicilia dall'epoca greca al periodo postunitario, con particolare attenzione all'Inquisizione spagnola in Sicilia e al brigantaggio postunitario.

## Opere Principali
- Vito Lo Scrudato, La magara – Processo di stregoneria nella Sicilia del Cinquecento, Sellerio, 2001, ISBN 978-88-389-1712-7.
- Vito Lo Scrudato, Varsalona, l'ultimo brigante. Nel latifondo siciliano tra '800 e '900, Pietro Vittorietti, 2010, ISBN 978-8-87-231128-8.
- Vito Lo Scrudato e Roberta Lo Scrudato, L'editto della diaspora. Sette giorni per la libertà, Navarra Editore, 2022, ISBN 978-88-32055-80-1.
- Vito Lo Scrudato, Mario Pintacuda e Bernardo Puleio, Camilleriade. I luoghi, il commissario, i romanzi storici, Diogene Multimedia, 2023, ISBN 978-88-9-36327-68.
- Vito Lo Scrudato, Il sicario, Navarra Editore, 2023, ISBN 978-88-32055-95-5.
- Vito Lo Scrudato, Il sicario e Shakespeare, Navarra Editore, 2024, ISBN 979-1-28-165505-8.